# Ruta del Maipo
Ruta del Maipo es la denominación de la autopista chilena que recorre la carretera Panamericana desde la Región Metropolitana de Santiago hasta el km 219 de la misma en el límite de las provincias de Curicó y Talca en la Región del Maule. 
Corresponde a la concesión de obra pública Ruta del Maipo Sociedad Concesionaria S.A., empresa controlada por el grupo colombiano ISA. 

## Ruta del Maipo

### Sectores en la autopista
- Buin - Graneros: 38 km de triple calzada.
- Túnel Angostura: en vía sentido sur-norte en el km 55 de la ruta.
- By Pass Rancagua (Graneros - Los Lirios): 27,1 km de doble calzada.
- Los Lirios - Camarico: 165,12 km de doble calzada.

### Enlaces
- Autopista Central
- kilómetro 32 Buin Zoo.
- kilómetro 34 Buin - Maipo - Alto Jahuel.
- kilómetro 37 Linderos.
- kilómetro 43 Paine - Huelquén.
- kilómetro 47 Champa - Laguna de Aculeo.
- kilómetro 52 Acceso Sur a Santiago.
- kilómetro 53 Carabineros de Chile (Tenencia de Carreteras Paine).
- kilómetro 55 Túnel Angostura.
- kilómetro 56 Casino Monticello.
- kilómetro 58 Peuco.
- kilómetro 61 Los Lagartos.
- kilómetro 62 San Francisco de Mostazal.
- kilómetro 66 La Punta.
- kilómetro 69 Rancagua - Graneros - Codegua (acceso norte de la Ruta Travesía).
- kilómetro 89 Rancagua - Doñihue - Coltauco.
- kilómetro 95 Rancagua - Gultro - Los Lirios (acceso sur de la Ruta Travesía).
- kilómetro 100 Requínoa.
- kilómetro 107 Rosario - Quinta de Tilcoco.
- kilómetro 114 Rengo - Malloa.
- kilómetro 122 Pelequén - San Vicente de Tagua Tagua - San Antonio (vía Carretera de la Fruta).
- kilómetro 133 El Tambo - La Paloma.
- kilómetro 136 Acceso norte a San Fernando.
- kilómetro 138 La Troya - Roma.
- kilómetro 139 Acceso central a San Fernando - Termas del Flaco.
- kilómetro 140 Acceso sur a San Fernando - Carretera del Vino - Santa Cruz - Peralillo - Pichilemu.
- kilómetro 143 Carabineros de Chile (Tenencia de Carreteras Colchagua).
- kilómetro 144 Tinguiririca.
- kilómetro 153 Chimbarongo.
- kilómetro 161 Peor es Nada.
- kilómetro 162 Quinta - Morza.
- kilómetro 163 Carabineros de Chile (Tenencia de Carreteras Curicó).
- kilómetro 171 Acceso norte a Teno - La Montaña - Iloca.
- kilómetro 176 Acceso sur a Teno - Vichuquén.
- kilómetro 186 Romeral - Paso Vergara.
- kilómetro 188 Acceso norte a Curicó (Aguas Negras).
- kilómetro 189 Acceso central a Curicó (Avenida España).
- kilómetro 191 Acceso sur a Curicó (Alameda).
- kilómetro 192 Los Niches.
- kilómetro 199 Lontué - Sagrada Familia.
- kilómetro 205 Molina - Radal Siete Tazas.
- kilómetro 210 Pulmodón - Itahue.
- kilómetro 217 Puente Río Claro.
- Ruta Maule-Ñuble.

### Plazas de peaje
- kilómetro 43 Lateral Paine.
- kilómetro 47 Lateral Aculeo.
- kilómetro 54 Troncal Nueva Angostura.
- kilómetro 68 Lateral Rancagua Norte.
- kilómetro 89 Lateral Rancagua Centro.
- kilómetro 95 Lateral Rancagua Sur.
- kilómetro 100 Lateral Requínoa.
- kilómetro 107 Lateral Rosario.
- kilómetro 114 Lateral Rengo.
- kilómetro 122 Lateral Pelequén.
- kilómetro 132 Lateral El Tambo.
- kilómetro 136 Lateral San Fernando.
- kilómetro 138 Lateral La Troya.
- kilómetro 138 Lateral Roma.
- kilómetro 140 Lateral Pichilemu.
- kilómetro 152 Lateral Chimbarongo.
- kilómetro 162 Troncal Quinta.
- kilómetro 163 Lateral Quinta-Morza.
- kilómetro 176 Lateral Teno.
- kilómetro 188 Lateral Curicó Norte.
- kilómetro 189 Lateral Curicó Centro.
- kilómetro 191 Lateral Curicó Sur.
- kilómetro 199 Lateral Lontué.
- kilómetro 205 Lateral Molina.
- kilómetro 210 Lateral Pulmodón.

### Estaciones de servicio en la autopista
- kilómetro 37 Área de Servicio Shell Buin.
- kilómetro 43 Área de Servicio Shell Upita Paine.
- kilómetro 62 Área de Servicio Shell Upa San Francisco de Mostazal.
- kilómetro 67 Área de Servicio Pronto Copec San Francisco de Mostazal (poniente).
- kilómetro 67,5 Área de Servicio Pronto Copec San Francisco de Mostazal (oriente).
- kilómetro 97 Área de Servicio Pronto Kiosco Copec Requinoa.
- kilómetro 108 Área de Servicio Aramco Rengo (oriente).
- kilómetro 115 Área de Servicio Aramco Rengo (poniente).
- kilómetro 126 Área de Servicio Pronto Copec San Fernando
- kilómetro 135 Área de Servicio Aramco San Fernando.
- kilómetro 157 Área de Servicio Pronto Copec Chimbarongo.
- kilómetro 175 Área de Servicio Shell Upa Teno.
- kilómetro 184 Área de Servicio Shell Upa Romeral.
- kilómetro 185 Área de Servicio Pronto Kiosco Copec Romeral.
- kilómetro 192 Área de Servicio Shell Upita Maquehua.
- kilómetro 195 Área de Servicio Pronto Copec Sagrada Familia.
- kilómetro 196 Área de Servicio Upita Shell Sagrada Familia.

## Acceso Sur

### Enlaces
- kilómetro 0 Autopista Vespucio Sur - Túnel La Granja.
- kilómetro 5 Avenida Gabriela - La Pintana.
- kilómetro 7 Avenida Domingo Tocornal - Puente Alto.
- kilómetro 8 Avenida Eyzaguirre - Puente Alto.
- kilómetro 11 Avenida Santa Rosa - La Pintana.
- kilómetro 27 Buin - Alto Jahuel - Pirque.
- kilómetro 35 Paine - Huelquén.
- kilómetro 42 Champa - Chada - Laguna de Aculeo - Hospital.
- kilómetro 45 Ruta 5.

### Plazas de peaje
- kilómetro 5 Lateral Gabriela.
- kilómetro 7 Lateral Tocornal.
- kilómetro 19 Troncal Río Maipo.